# 花咲く☆最強レジェンドDays
「花咲く☆最強レジェンドDays」（はなさく☆さいきょうレジェンドデイズ）は、トリプルブッキングの楽曲。花衣が作詞、新井弘毅が作曲を手掛けた。シングルは2014年1月22日にスターチャイルドから発売。

## 概要
本曲は、テレビアニメ『生徒会役員共＊』のオープニングテーマに使用された。また同作の映画『劇場版 生徒会役員共』及び『劇場版 生徒会役員共2』でもテレビアニメ版に引き続きオープニングテーマとなっている。
トリプルブッキングは、『生徒会役員共』の作者である氏家ト全の作品『アイドルのあかほん』に登場するユニット。メンバーは飯田シホ、有銘ユーリ、如月カルナの3人。前作『大和撫子エデュケイション』では歌唱者は明らかにされていないかったが、今作ではCD情報のアーティスト欄に、追加書きで日笠陽子、矢作紗友里、佐藤聡美の生徒会役員共のヒロイン3人の担当声優名が書かれてしまった事を、矢作紗友里がWebラジオで公言した。ただし、本作では曲の出だしより生徒会役員共のヒロイン3人の会話で始まっており、矢作本人も「『花咲く☆最強レジェンドDays』はスズのキャラクターボイスで収録している」と同ラジオで発言している。そのため、本作は生徒会役員共に登場するヒロイン3人のキャラクターソングに近い物となった。なお、CDのジャケットに大きく描かれているのは生徒会役員共の天草シノ、七条アリア、萩村スズであり、トリプルブッキングではない。

## 収録曲
1. 花咲く☆最強レジェンドDays [4:11] 
作詞：花衣、作曲/編曲：新井弘毅
  - テレビアニメ『生徒会役員共＊』オープニングテーマ
  - 映画『劇場版 生徒会役員共』オープニングテーマ
  - 映画『劇場版 生徒会役員共2』オープニングテーマ
2. 青春爆走☆LOVE TRAIN [4:05] 
作詞：7chi子♪、作曲：江口祐介、編曲：野中"まさ"雄一
  - テレビアニメ『生徒会役員共＊』挿入歌
3. 花咲く☆最強レジェンドDays（off vocal ver.）
4. 青春爆走☆LOVE TRAIN（off vocal ver.）